# John Bryson (Politiker, 1819)

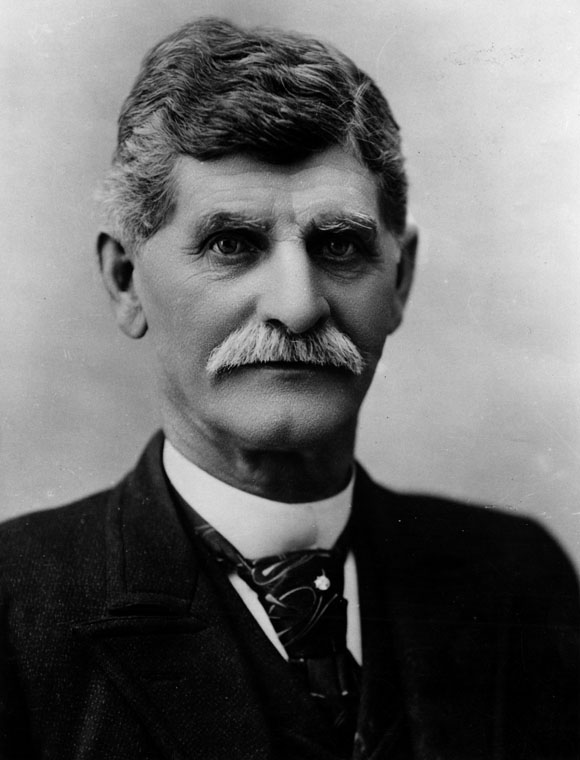
John Bryson

John Bryson (* 20. Juni 1819 in Pennsylvania; † 11. Oktober 1907) war ein US-amerikanischer Politiker. In den Jahren 1888 und 1889 war er Bürgermeister der Stadt Los Angeles.

## Werdegang
Über die Jugend und Schulausbildung von John Bryson ist nichts überliefert. Er arbeitete als Zimmermann und später als Bauunternehmer. Außerdem war er im Bankgewerbe tätig. Er kam zu einem unbekannten Zeitpunkt nach Los Angeles. Politisch schloss er sich der Demokratischen Partei an. Im Jahr 1888 wurde er zum Bürgermeister der Stadt gewählt. Dieses Amt bekleidete er zwischen dem 10. Dezember 1888 und dem 25. Februar 1889. Dann verlor er nach der Verabschiedung einer neuen Stadtcharta dieses Amt wieder. Später war er noch Präsident einer lokalen Eisenbahngesellschaft. John Bryson starb am 11. Oktober 1907.